# Działać bez działania
Działać bez działania – czwarty promo singel debiutanckiej płyty Meli Koteluk. Został wydany w lutym 2013 r.

## Notowania
| Stacja radiowa              | Nazwa listy przebojów       | Najwyższa pozycja |
| --------------------------- | --------------------------- | ----------------- |
| Polskie Radio - Program III | Lista Przebojów Programu 3  | 29                |
| Akademickie Radio Index     | Index Lista                 | 3                 |
| Radio UWM FM Olsztyn        | UWUEMKA                     | 4                 |
| Radio Szczecin              | Szczecińska Lista Przebojów | 5                 |
| Radio Łódź                  | Lista Przebojów Radia Łódź  | 22                |
| Radio Via                   | Przebojowa Lista            | 15                |